# Тіно Едельманн
Тіно Едельманн  (нім. Tino Edelmann, 13 квітня 1985) — німецький лижний двоборець, олімпійський медаліст.

## Виступи на Олімпіадах
| Олімпіада     | Дисципліна                            | Місце |
| ------------- | ------------------------------------- | ----- |
| Ванкувер 2010 | Нормальний трамплін / 10 км, особисті | 18    |
| Ванкувер 2010 | Великий трампілн / 10 км, особисті    | 29    |
| Ванкувер 2010 | командні                              | 3     |